# アディロンダック山地

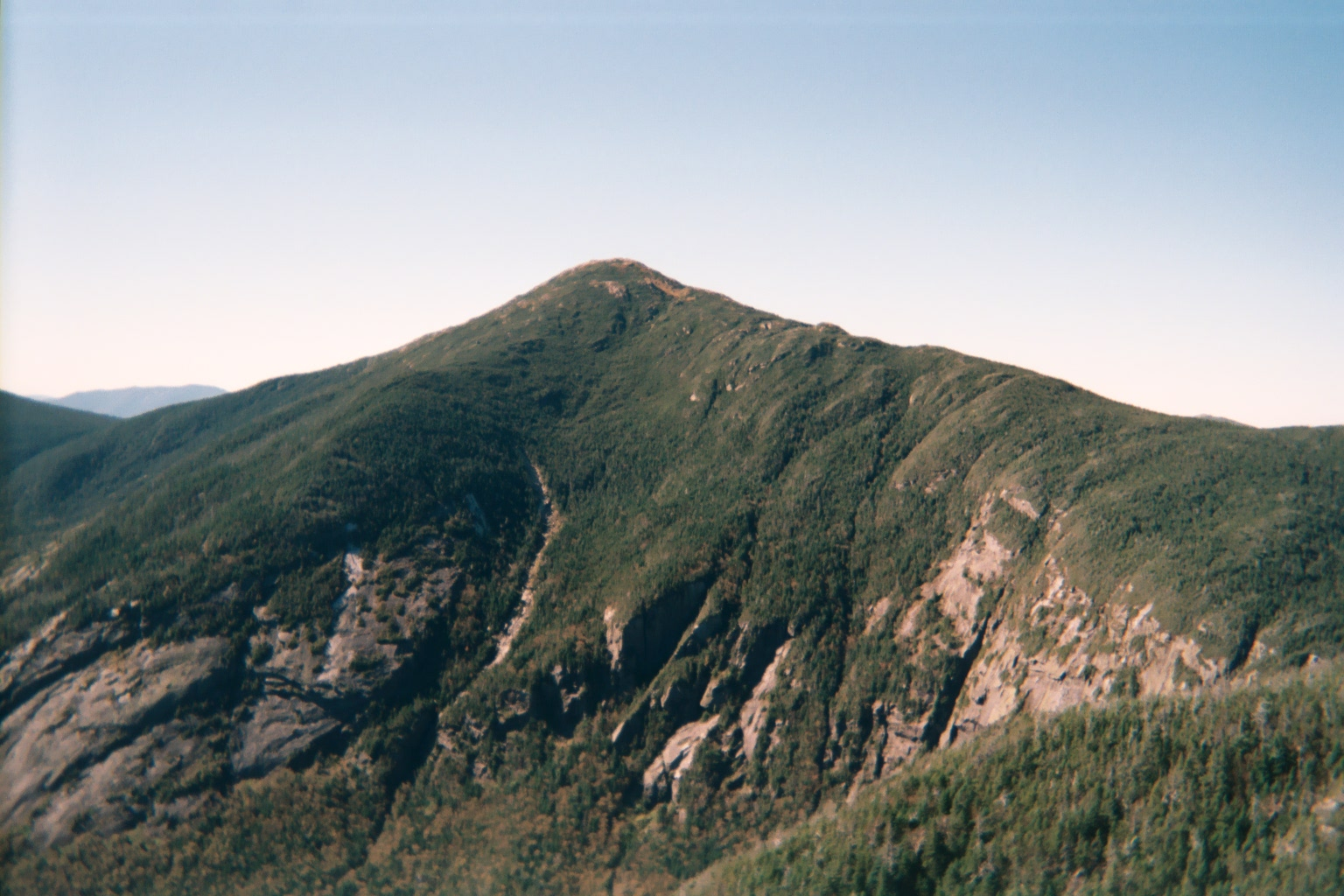
マーシー山はアディロンダック山地の最高峰。

アディロンダック山地（あでぃろんだっくさんち、英語：the Adirondack Mountains または the Adirondacks）はアメリカ合衆国ニューヨーク州の北部にあるゆるやかな山地で、最高峰はマーシー山（標高1,629m）である。先住民族モホーク族の言葉でアメリカヤマアラシを意味する。
北アメリカ大陸の東海岸を南部はジョージア州から北はメイン州まで北上しているアパラチア山脈の支脈とも考えられるが、むしろ北隣のカナダのローレンシャン山地の一部とみなす人が多い。 この山地の北側と西側はセントローレンス川とそれに続くオンタリオ湖、東側はハドソン川上流とシャンプレーン湖、南側はモホーク川になっている。アディロンダック山地はグリーン山脈とシャンプレーン湖と共にユネスコの生物圏保護区に指定されている。
ニューヨーク州立の「アディロンダック・パーク」（面積24,700平方キロ）がほぼ山地全体を占め、自然にあふれた地域で、近くはアップステート・ニューヨークやカナダのモントリオール市の人々、遠くはニューヨーク市やボストン市の人々の保養地になっている。
1932年と1980年の冬季オリンピックは、この山地のレーク・プラシッドで開催された。

## 地形
主な山
- マーシー山（英語版）（Mount Marcy） - 最高峰（1,629m）
- ホワイトフェイス山（英語版）（Whiteface Mountain） - 5番目の高山

主な湖
- シャンプレーン湖
- プラシッド湖

## 地質
20億年前の原生代堆積岩がローレンシア大陸と衝突して隆起した山脈である。

## 都市
主な町
- レーク・プラシッド

## 観光
主な観光地
- アディロンダック・ミュージアム（英語版）（Adirondack Museum）
- オリンピック・トレイニング・センター（英語版）（Olympic Training Center）

主なスキー場
- ゴア・マウンテン（英語版）（Gore Mountain）
- ホワイトフェイス・マウンテン（英語版）（Whiteface Mountain）